# Sanaa Koubaa
Sanaa Koubaa (Langenfeld, 6 januari 1985) is een atleet uit Duitsland.
Op de 3000 meter steeple werd Koubaa in 2012 tweede op de Duitse nationale kampioenschappen, en bereikte ze de finale op de Europese kampioenschappen atletiek 2012.
Op de Olympische Spelen van Rio de Janeiro in 2016 nam Koubaa voor Duitsland deel aan het onderdeel 3000 meter steeple. Met een tijd van 9.35,15 kwam ze niet verder dan de eerste ronde.
Na deze Olympische Spelen volgde een periode met blessures en kreeg ze een zoon.

## Persoonlijke records
Outdoor
| Onderdeel  | Prestatie | Plaats                                 | Datum      |
| ---------- | --------- | -------------------------------------- | ---------- |
| 800m       | 2:13.47   | Darmstadt (GER)                        | 16.05.2009 |
| 1500m      | 4:13.48   | Kessel-Lo (BEL)                        | 30.07.2016 |
| 3000m      | 9:20.65   | Bergisch Gladbach (GER)                | 20.08.2015 |
| 5000m      | 16:40.42  | Koblenz (GER)                          | 25.05.2011 |
| 2000mSC    | 6:20.80   | Pliezhausen (GER)                      | 06.05.2012 |
| 3000mSC    | 9:35.15   | Estádio Olímpico, Rio de Janeiro (BRA) | 13.08.2016 |
| 5 km Road  | 16:27     | Korschenbroich (GER)                   | 19.04.2015 |
| 10 km Road | 34:42     | Köln (GER)                             | 27.04.2014 |

Indoor
| Onderdeel  | Prestatie | Plaats           | Datum      |
| ---------- | --------- | ---------------- | ---------- |
| 800m ind.  | 2:14.13   | Leverkusen (GER) | 16.01.2010 |
| 1500m ind. | 4:27.00   | Leverkusen (GER) | 05.02.2012 |
| 3000m ind. | 9:30.87   | Leverkusen (GER) | 14.01.2012 |

bijgewerkt november-2021
- World Athletics: 14278454